# Samsung Galaxy Note II
El Samsung Galaxy Note II és el successor del Samsung Galaxy Note, i el segon de la línia Galaxy Note. És un "phablet" (smartphone–tablet) fabricat per Samsung, llançat al juliol del 2012.

## Novetats
Es troba entre els telèfons intel·ligents (smartphones) com el Samsung Galaxy SIII i les tablets com la Samsung Galaxy Tab 7. Aquest tipus de telèfon es denomina "phablet" en anglès, ja que és massa gran per a ser classificat com a telèfon pero massa petit per a tractarse d'una tablet.
A diferència del seu antecessor, aquest posseeix la pantalla una mica més gran, és més llarg i més fi, amb una bateria de major capacitat, i un processador de quatre nuclis que múltiplica el seu poder respecte a la versió anterior. Conserva l'ús del "S Pen", un "llapis" digital que possibilita utilitzar millor les capacitats del phablet. El Galaxy Note II ens permet dividir la pantalla i executar dues aplicacions alhora per a facilitar la multitasca.

## Especificacions

### Pantalla
El Samsung Galaxy Note 2 ve equipat amb una pantalla capacitiva HD Super AMOLED de 5,55 polzades i una resolució de pantalla de 1280×720 píxels (267 píxels per polzada).

### Processador (CPU i GPU)
Té un processador de quatre nuclis Exynos 4412 Quad a 1,6 GHz Cortex-A9 i un processador gràfic Mali-400MP4.

### Memòria
El Samsung Galaxy Note 2 compta amb 16/32/64 GB de memòria interna, expandibles fins a 128gb mitjançant una MicroSD. El Galaxy Note II disposa de 2GB de memòria RAM.

### Càmera
Compta amb les mateixes especificacions del Galaxy S3: Una càmera principal de 8 Mpx. capaç de filmar en FULL HD 1080p a 30fps, i una càmera frontal d'1,9 Mpx. Permet gravar a càmera lenta fins a 240fps però amb una resolució de només 480p.

### Sistema operatiu
Els Galaxy Note 2 són despatxats amb Android Jelly Bean (4.1.1 i 4.1.2), actualment l'última actualització és la 4.4.2. Disposen de la capa de personalització TouchWiz 4.0 actualitzable a Touchwiz 5.0

### Batería
Al tractarse d'un phablet disposa de l'espai suficient per a allotjar la batería extraíble de 3100 mAh.

### Mides i pes
Mides: 151.1 x 80.5 x 9.4 mm 
Pes: 183 g

## Característiques del Producte
La pantalla HD Super AMOLED de 5,5" del GALAXY Note II et proporciona major nitidesa i un ràdi de 16:9, perquè gaudeixis sempre de la millor experiència visual. El seu innovador disseny inclou una pantalla més gran, però manté el mateix aspecte prim perquè encaixi perfectament a la teva mà.
Air View: El Galaxy Note II no disposa de AirView. Tan sols els terminals Galaxy Note 3. Galaxy Mega i Galaxy S4 disposen d'aquesta tecnologia. El Galaxy Note II disposa del S Pen que implementa una funció similar, en apropar el stylus a la pantalla sense tocar-la es pot pre-visualitzar el contingut d'una carpeta o vídeo.
Popup Note: Apunta adreces, números de telèfon o qualsevol altra informació fàcilment mentre estàs parlant per telèfon amb només fer un doble clic amb la teva S Pen.
Comando ràpid: Mai ha estat tan fàcil enviar un mail, fer una trucada, enviar un missatge de text, compartir la teva localització... Només has d'escriure en la pantalla el que vols fer, i llest.
Easy Clip: Fes clic. Traça la forma. Retalla. Envia. És tot el que has de fer per incloure el que vols en el teu correu, messenger, Nota S o àlbum de retallades.
Escriptura a mà millorada: Envia notes a mà per mail. Amb l'aplicació calendari, podràs escriure a mà les teves notes o recordatoris. Perquè no tiris mai de menys un quadern.
Photo Note: Afegeix notes a mà en la part de darrere de les teves fotos perquè recordis sempre els detalls de quan van succeir.
S Pen / Nota S millorats: Gaudeix de més eines d'escriptura i de noves plantilles, perquè serveis a relluir les teves habilitats creatives.
Smart Stay: La pantalla roman encesa mentre l'usuari dirigeix la seva mirada cap a ella.
Direct Call: Permet a l'usuari cridar a una persona els missatges de la qual de text es troben actualment en la pantalla amb solament aixecar el telèfon a cau d'orella.
Pop Up Play: Permet tenir un video en pantalla mentre fem altres coses, a manera de finestra flotant.
S Voice: Assistent de veu capaç de parlar-li al telèfon.

## Configuracions i funcions
- Manuals interactius Arxivat 2015-07-30 a Wayback Machine.